# 地磁车辆检测器
地磁车辆检测器又稱地磁传感器，是一种呈黑色圆柱体的停车計費辅助工具，部分業者简称为地磁，它利用電磁传感器，能感应到停车位上方是否有车辆停放，并将感应到的信息反馈到数据处理中心。地磁传感器需要通过打孔深埋的方式直立埋入地下之后才能使用。

## 應用與批評
地磁传感器雖然能夠偵測停車起迄時間，但其本身並無法識別車輛，收費員必須至該車位以終端機器掃瞄車牌，或用其他方式輸入車牌，才能识别所停放的车輛，因此遭批評無法節省人工開單的人事費用。

## 产业现状
地磁传感器研发企业的试错成本高，因此整个行业有低价恶性竞争的趋势。地磁传感器在检测大车时，准确率不够强，有些研發單位以地磁传感器搭配红外線、雷达等复合技术解决大车检测的难题。如何进行盈利也是地磁传感器整个产业的一个课题。